# Nelda Ramos
Nelda Daniela Ramos (sinh ngày 4 tháng 10 năm 1977) là một nghệ sĩ đa ngành, nhà quản lý và nhà giáo dục nghệ thuật người Argentina nổi tiếng vì nghệ thuật trình diễn của mình. Làm việc với buổi biểu diễn, đối tượng và nhiếp ảnh, động lực các tác phẩm của Ramos thường phản ánh bản chất và các vấn đề chính trị khi là một người phụ nữ trong bối cảnh Mỹ Latinh. Tác phẩm trình diễn nghệ thuật của cô truyền tải một sự kết nối sâu sắc giữa thiên nhiên, cơ thể và tinh thần, và thường kích thích khán giả tham gia đầy đủ vào việc lai tạo giữa thiên nhiên và nghệ sĩ.

## Tiểu sử
Ramos không những nghiên cứu về nghệ thuật thị giác và giảng dạy tại  "Carlos Morel School of Fine Arts" (EMBA) tại Quilmes và tại National University of La Plata (UNLP), mà còn về cả nghệ thuật khắc và in. Cô hiện đang là giáo viên tại một số cơ sở giáo dục và là điều phối viên của Chương trình sau đại học về Truyền thông và Công nghệ cho Sản xuất Tranh tại Đại học Nghệ thuật Quốc gia ở Buenos Aires (trước đây là Instituto Universitario Nacional del Arte).

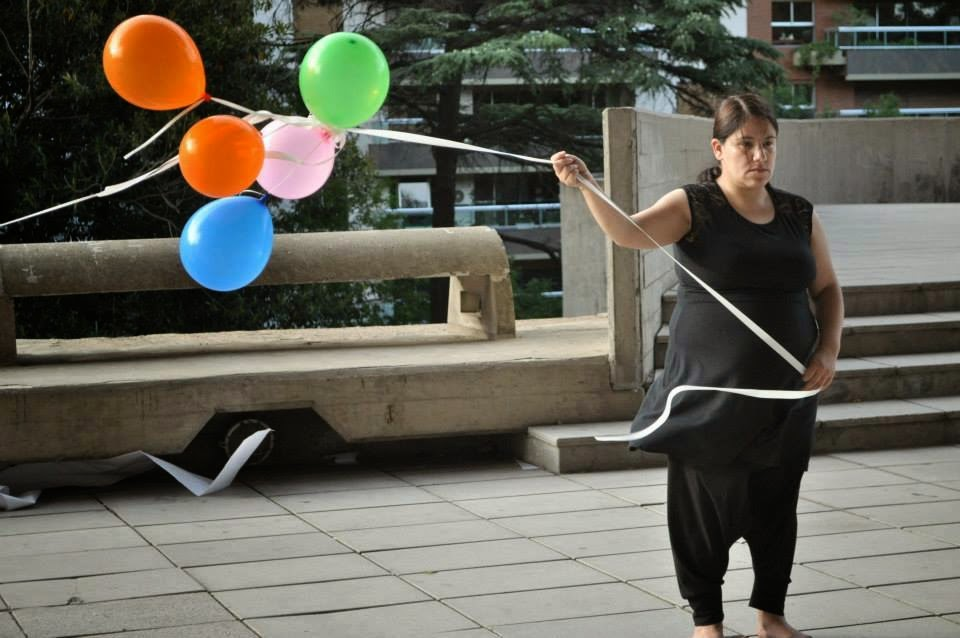
Nelda tại Thư viện Quốc gia tại Buenos Aires (2014)

Từ năm 2000, Ramos đã tham gia vào một số sự kiện liên quan đến các ngành khác nhau như nghệ thuật biểu diễn, thư nghệ thuật và gốm sứ. Các tác phẩm của cô được trưng bày ở Argentina, Brazil, Chile, Uruguay, Peru, Ecuador, Colombia, Canada, Mỹ, Ý và Albania.